# Chris Brown (atléta)
Christopher Deon „Chris” Brown (Nassau, Bahama-szigetek, 1978. augusztus 15. –) olimpiai és világbajnok bahamai atléta, futó.

## Pályafutása
2000-ben vett részt első alkalommal az olimpiai játékokon. Sydney-ben négyszáz méteren nem jutott túl a negyeddöntőn, míg a négyszer négyszázas bahamai váltóval Avard Moncur, Troy McIntosh és Carl Oliver társaként, 2:59,02-os új nemzeti rekorddal jutott döntőbe. A döntőt negyedikként zárták, fél másodpercen belül a harmadik helyezett jamaicai váltóval szemben, azonban Antonio Pettigrew doppingja miatt 2008-ban a NOB utólag kizárta az eredetileg győztes Egyesült Államok váltóját, majd 2012-ben a többi helyezettet egy-egy hellyel előrébb léptette, így a bahamai váltó bronzérmes lett.
Tagja volt a 2001-es világbajnokságon aranyérmes négyszer négyszázas bahamai váltónak, majd az ezt követő években további két ezüst- (2003, 2005) és egy bronzérmet (2007) nyert e számban a világbajnokságokról.
A 2008-as pekingi játékokon ezüstérmes lett négyszer négyszázon, 2010-ben pedig megszerezte pályafutása legkimagaslóbb egyéni sikerét, amikor megnyerte a négyszáz méter döntőjét a dohai fedett pályás világbajnokságon.

## Egyéni legjobbjai
- 200 méteres síkfutás - 21,05 s (2002)
- 400 méteres síkfutás (szabadtér) - 44,40 s (2008)
- 400 méteres síkfutás (fedett) - 45,58 s (2014)
- 500 méteres síkfutás - 1:03,67 s (2003)
- 800 méteres síkfutás - 1:49,54 s (1998)